# アントワーヌ・グリマルディ (1697-1784)
アントワーヌ、シュヴァリエ・グリマルディ（Antoine Grimaldi, chevalier [de] Grimaldi, 1697年10月2日 - 1784年11月28日）は、モナコの政治家。1732年より死去する1784年まで、50年以上にわたりモナコの事実上の摂政であった。

## 生涯
モナコ公アントワーヌ1世の非嫡出子として、1697年10月2日に生まれた。母はダンサーのエリザベート・デュルフォール（Élisabeth Dufort）で、アントワーヌは1715年父に認知された。1731年父と異母妹のルイーズ＝イポリット女公が相次いで亡くなり、女公の夫ジャック1世が公位を継いだ。翌1732年5月20日、ジャック1世によってモナコの「総督（gouverneur-général）」に任命された。ジャック1世とその息子オノレ3世はそのままパリのオテル・ド・マティニョンに移り、以後モナコの国政に関与することはなかった。シュヴァリエは有能な摂政であり、オーストリア継承戦争では巧みな外交交渉でモナコの中立状態を維持することに成功したとされる。
生涯独身を通し、1784年11月28日に87歳の高齢で死去した。初めて国政を引き継いだオノレ3世はこのとき齢64歳に達していた。